# Arvidsäpple
Arvidsäpple är en äppelsort av svenskt ursprung. Skalet på detta äpple är mestedels grönaktigt, och köttet är saftigt, sött, och har en, enligt de flesta, angenäm doft. Äpplet mognar i augusti och håller sig i gott skick endast under en kort period, då äpplet fort blir mjöligt. Äpplet passar bra som ätäpple, och pollineras av bland annat Cellini, Oranie, Ringstad, Sävstaholm och Transparente blanche. I Sverige odlas Arvidsäpple gynnsammast i zon II–V.